# Веролануова
Веролануова (итал. Verolanuova) је насеље у Италији у округу Бреша, региону Ломбардија.
Према процени из 2011. у насељу је живело 6714 становника. Насеље се налази на надморској висини од 63 м.

## Становништво
| 1951. | 1961. | 1971. | 1981. | 1991. | 2001. | 2011. |
| ----- | ----- | ----- | ----- | ----- | ----- | ----- |
| 7.456 | 6.293 | 6.820 | 7.210 | 7.500 | 7.539 | 8.133 |